# Armstrong Creek, Wisconsin
Armstrong Creek là một thị trấn thuộc quận Forest, tiểu bang Wisconsin, Hoa Kỳ. Năm 2010, dân số của thị trấn này là 401 người.